# Зуділово (Первомайський район)
Зуді́лово (рос. Зудилово) — село у складі Первомайського району Алтайського краю, Росія. Адміністративний центр Зуділовської сільської ради.

## Населення
Населення — 4025 осіб (2010; 3169 у 2002).
Національний склад (станом на 2002 рік):
- росіяни — 95 %